# شهرک اکباتان
شهرک اکباتان از بزرگ‌ترین شهرک‌های خاورمیانه است که در غرب تهران، پایتخت ایران و ناحیهٔ ۶ منطقهٔ ۵ شهرداری تهران جای دارد.
این شهرک برنامه‌ریزی‌شده ۵٫۹۴ کیلومتر مربع وسعت و ۴۴٬۹۸۱ تن جمعیت دارد. اگرچه جمعیت آن در منابعی بیشتر اعلام شده است. این شهرک از شرق به کوی بیمه و شهرک آپادانا، از شمال به بزرگراه حجازی، از غرب به نمایشگاه صنایع هواپیمایی و از جنوب به بزرگراه شهید لشگری می‌رسد.
رحمان گلزار شبستری فارغ‌التحصیل دانشکده هنرهای زیبای دانشگاه تهران ساخت شهرک اکباتان را از سال ۱۳۴۵ آغاز کرد. گفته می‌شود این شهرک در برابر زمین‌لرزه تا ۹ ریشتر مقاوم است اما این ادعا منتقدینی هم دارد، فضای سبز بسیار گسترده، نورگیری کافی سازه، شوتینگ، رایزرهایی اختصاصی، پله‌های ویژهٔ فرار از دیگر ویژگی‌های اکباتان است. همچنین ادعا می‌شود که عمر این شهرک نزدیک ۳۰۰ سال برآورد گشته است. طرح ساخت شهرک، نخست بسیار گسترده بوده است و به‌عنوان نمونه، شامل دریاچه‌ای مصنوعی و بزرگ‌ترین مجموعهٔ فرهنگی ایران می‌شد. کار ساخت شهرک هنوز نیمه‌تمام بود که انقلاب ۱۳۵۷ رخ داد و اجرای پروژه متوقف شد. در نتیجه بسیاری از بخش‌های پروژه ساخته نشدند. کارشناسان، معماری شهرک را ستوده‌اند. نخستین واحدهای این شهرک در سال ۱۳۵۶ به کارمندان دولتی ایران واگذار شد. ادامهٔ واگذاری واحدها نیز پس از انقلاب ۱۳۵۷ و توسط شرکت عمران و نوسازی اکباتان، پیگیری گردید.
گرافیتی‌های اکباتان نیز پرآوازه هستند. چند ورزشگاه (شامل ورزشگاه راه‌آهن و ورزشگاه دستگردی) در شهرک اکباتان ساخته شده است اما سوای آنان، جاهایی برای ورزش‌های خیابانی نیز در این شهرک وجود دارد. وجود مگامال و دیگر مرکزهای خرید، نیازهای خرید مردم ساکن آن را تأمین کرده است. ایستگاه مترو شهرک اکباتان نیز در کنار خط‌های تاکسی و اتوبوس به شهروندان خدمت‌رسانی می‌کند. فضای سبز شهرک نیز برجسته دانسته شده است.

## نام
نام شهرک اکباتان از واژهٔ هگمتانه برگرفته شده است. اکباتان یا هگمتانه، نام کهن شهر همدان بوده است. این واژه به زبان پارسی کهن به معنای «جای گردهمایی» است.

## پیشینه

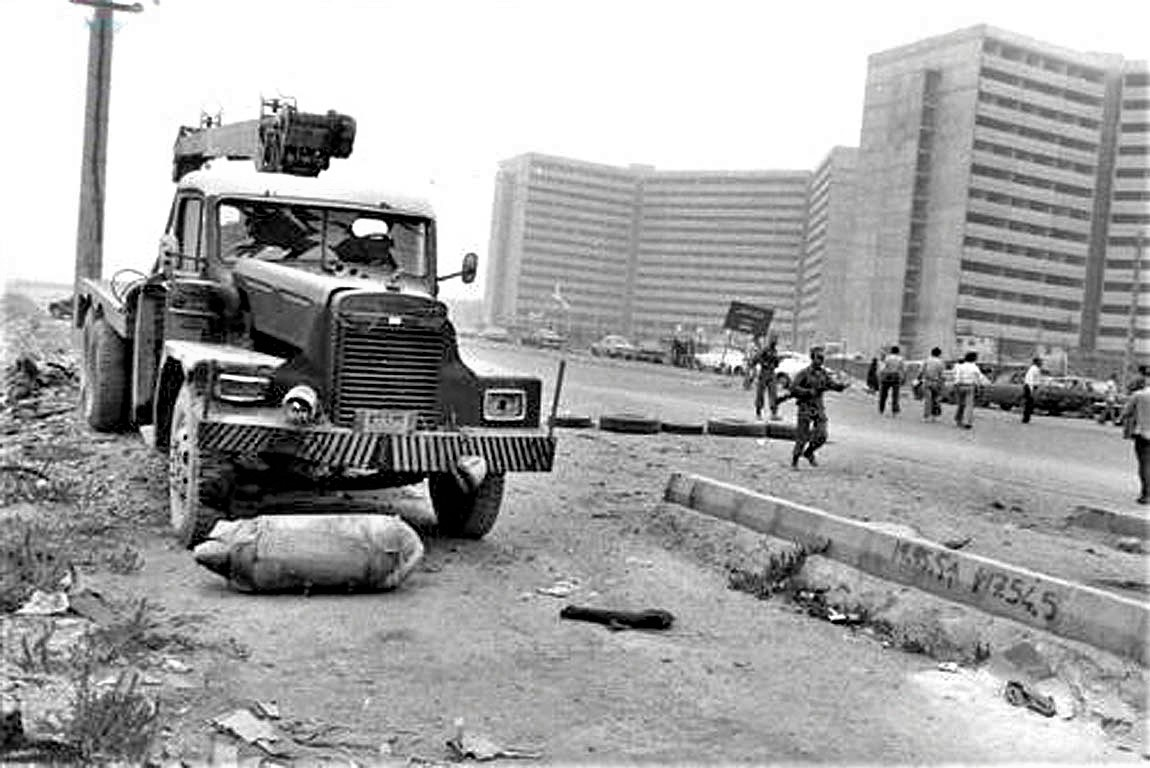
بمباران شهرک توسط عراق در شروع جنگ ایران و عراق

پروژه اکباتان به ابتکار رحمان گلزار شبستری سازنده بزرگ‌ترین مجموعه مسکونی ایران آغاز شد. طرح ساخت شهرک در سال ۱۳۴۵ با سرمایه‌گذاری و خرید زمین از سوی مهندس رحمان گلزار بر پایهٔ روش بلندمرتبه‌سازی و طراحی شهری روز، ریخته‌شد. مصالح مورد نیاز به‌ویژه آهن‌آلات شهرک، از کشورهای دیگر وارد شدند. مقاومت در برابر زمین‌لرزه تا ۹ ریشتر، فضای سبز بسیار گسترده، نورگیری کافی سازه، شوتینگ، رایزرهایی اختصاصی، پله‌های ویژهٔ فرار از مشخصات این مجموعه است. اکباتان از بزرگ‌ترین پروژه‌های ساختمانی دوران خود بود که با هدف کنترل کردن بافت جمعیتی شهر تهران و جای دادن جمعیت مهاجران به این شهر در میانه دهه ۵۰شمسی و تأمین مسکن کارمندان دولتی احداث شد. در ساخت شهرک از روش‌ها و فناوری‌های نوین ساخت در آن زمان استفاده شد که به انتقال فناوری به شرکت‌های پیمانکار ایران در زمینهٔ ساخت نیز کمک کرد.

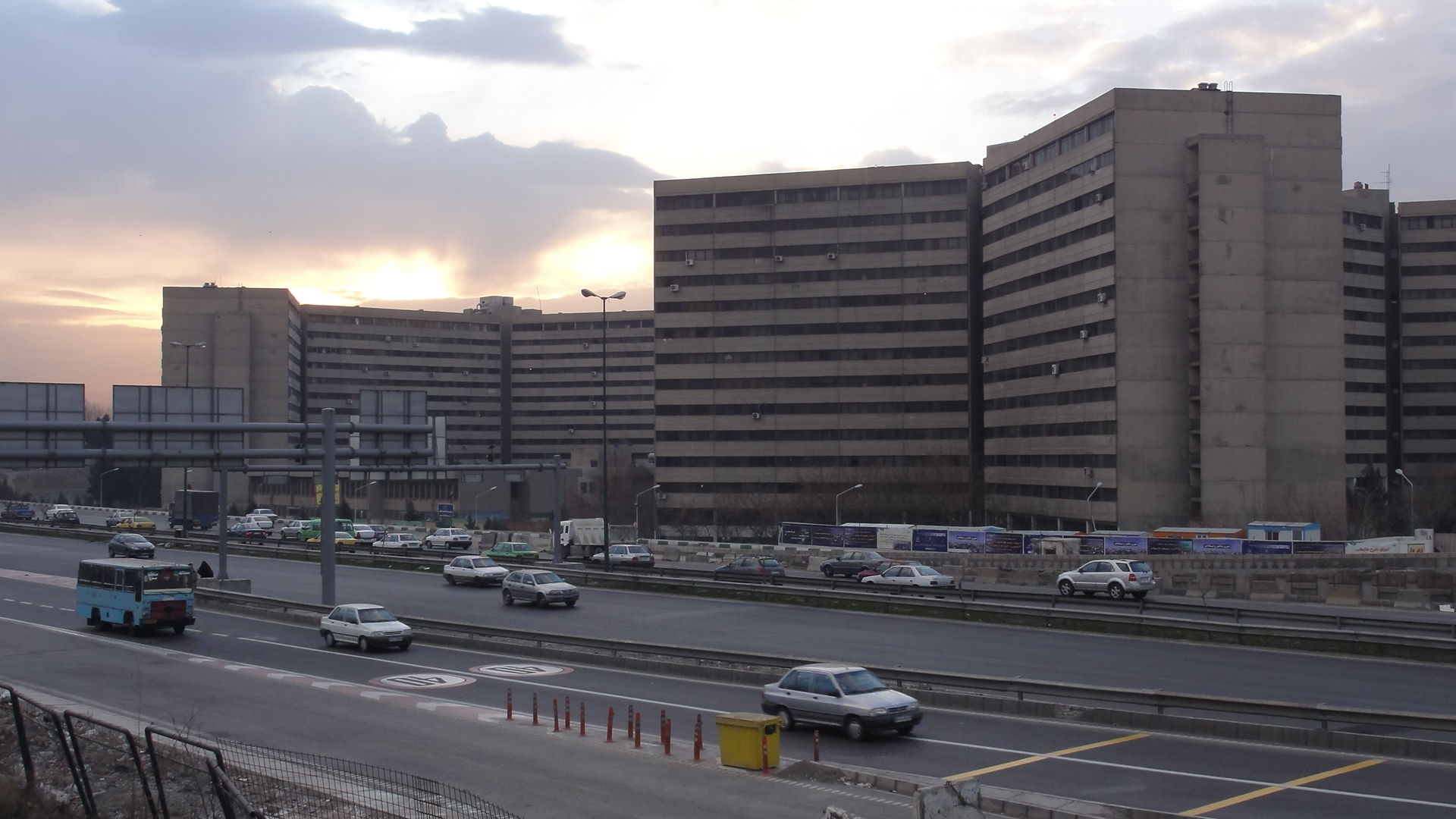
نمایی از فاز ۲ شهرک

طرح ساخت مجموعه اکباتان در ابتدا بسیار گسترده‌تر بود و شامل دریاچه‌ای مصنوعی و یک مجموعهٔ فرهنگی بزرگ نیز می‌شد. کار ساخت شهرک هنوز نیمه‌تمام بود که انقلاب ۱۳۵۷ رخ داد و پروژه متوقف شد. پس از انقلاب ۱۳۵۷ اجرای بخش‌هایی از مجموعه‌های فرهنگی و رفاهی تغییر و اجرای برخی متوقف شد. اگرچه پس از گذشت دهه‌ها، دوباره برخی از طرح‌های آن به شکل مجموعه‌های رفاهی، فرهنگی و اقتصادی برای ساخت پیشنهاد شدند. اما در کل، بسیاری از طرح‌های پیش از انقلاب شهرک، به‌طور کامل اجرایی نشدند.
نخستین واحدهای این شهرک در سال ۱۳۵۶ به کارمندان دولتی ایران واگذار شد. ادامهٔ واگذاری واحدها پس از انقلاب ۱۳۵۷ و توسط شرکت عمران و نوسازی محیط، پیگیری گردید. پس از آن نیز به ترتیب بلوک‌های دیگر فاز ۱ و بلوک‌های فاز ۲ و ۳ شهرک واگذار شدند. همچنین پس از انقلاب ۱۳۵۷، ساخت این شهرک را شرکت عمران و نوسازی اکباتان بر عهده گرفت. عمر مفید شهرک، نزدیک ۳۰۰ سال برآورد شده است.

## جغرافیا
شهرک اکباتان از بزرگ‌ترین شهرک‌های خاورمیانه است که در غرب تهران، پایتخت ایران و ناحیهٔ ۶ منطقهٔ ۵ شهرداری تهران جای دارد. این شهرک ۵٫۹۴ کیلومتر مربع وسعت دارد.
این شهرک از شرق به کوی بیمه و شهرک آپادانا، از شمال به بزرگراه حجازی، از غرب به نمایشگاه صنایع هواپیمایی و از جنوب نیز به بزرگراه لشگری می‌رسد.

## جمعیت‌شناسی
دربارهٔ جمعیت این شهرک، آمار گوناگونی وجود دارد. بر پایهٔ گزارشی در آبان ۱۳۹۷، وبگاه شهرداری منطقه ۵ تهران جمعیت ساکن در شهرک را نزدیک ۴۵ هزار تن دانست. در هنگامی که برخی وبگاه‌های شهری و معماری، جمعیت آن را تا نزدیک به ۱۰۰ هزار تن تخمین زده بودند. بر پایه آمار دیگری، این شهرک ۵٫۹۴ کیلومتر مربع وسعت و ۴۴٬۹۸۱ تن جمعیت دارد.

## فرهنگ و هنر

### سینما
طبقهٔ همکف بلوک‌های فاز ۱ شهرک اکباتان به گونه‌ای هستند که مردم از راه آنان می‌توانند به بلوک‌های همسایه بروند و راهروهایی در آن جا شکل گرفته است که در بسیاری از فیلم‌ها و سریال‌های ایران در نیم سدهٔ گذشته، به عنوان لوکیشن فیلم‌برداری استفاده شده‌اند.
مهران فیروزبخت، مستندساز ایرانی، ساخت یک فیلم مستند از شهرک اکباتان را در دستور کار قرار داده است.

### موسیقی
در سال ۱۳۹۶ شمسی از برگزاری بزرگ‌ترین نمایشگاه پیانو تهران در مگامال شهرک اکباتان خبر داده شد.

### رقص دختران اکباتان
گروهی از دختران اکباتان، روز ۱۸ اسفند ۱۴۰۱ برابر با هشتم مارس و به مناسبت روز جهانی زن، ویدیویی از خود در محوطه بلوک ۱۳ شهرک اکباتان منتشر کردند که در آن با ترانه «آرام باش» سلنا گومز و رما می‌رقصند که در شبکه‌های اجتماعی به‌سرعت منتشر و محبوب شد. یک روز بعد از انتشار ویدیوی رقص، حساب توییتری «شهرک اکباتان» خبر داد نیروهای امنیتی در جستجوی این دختران به شهرک اکباتان مراجعه کرده و با تحت فشار گذاشتن نگهبانان و مدیران این شهر، اقدام به بازبینی فیلم دوربین‌های مدار بسته بلوک ۱۳ اکباتان کرده‌اند.
این گروه رقصنده سپس از سوی قوه قضاییه ایران برای دو روز بازداشت شدند و تحت فشار و بازجویی قرار گرفتند و وادار به اعتراف اجباری و «اظهار پشیمانی» شدند. با انتشار اعترافات اجباری این دختران، موجی از همراهی و حمایت از آن‌ها در شبکه‌های اجتماعی به راه افتاد و دختران و پسران زیادی در شهرهای مختلف ایران و جهان ویدیوهایی از رقص خود با ترانه «آرام باش» منتشر کردند.
شهرک اکباتان از آغاز خیزش ۱۴۰۱ ایران از کانون‌های اعتراضات ضد حکومتی در تهران بود. نیروهای امنیتی جمهوری اسلامی از سومین ماه اعتراضات سراسری با بازداشت‌های گسترده و چند مرحله‌ای ساکنان اکباتان، بسیار تلاش کردند که اعتراضات در این شهرک را سرکوب کنند.

### غذاخوری‌ها
بیشتر مشتری‌های پی‌درپی کافه‌ها و غذاخوری‌های این شهرک، جوانان هستند.

### گرافیتی
گرافیتی‌های شهرک اکباتان نیز پرآوازه هستند. بسیاری از کارهای تنها (a1one) و هنرمندان دیگر بر دیوارهای این شهرک یا پیرامون آن قرار دارند. شهرک، یکی از پرآوازه‌ترین و قدیمی‌ترین جاهایی است که هنرمندان دیوار نگار ایرانی در آن کار کرده‌اند. فاز یکم و قدیمی اکباتان در پایان شهرک، یکی از جاهای کارشده توسط این دست هنرمندان است.
به‌طور کلی، برخی از دیوارهای شهرک پر از گرافیتی‌های حرفه‌ای بوده است؛ چیزی که به یکی از امضاها و ویژگی‌های شهرک تبدیل گشته است.

### ورزش
چند ورزشگاه در شهرک اکباتان ساخته شده است اما سوای آنان، جاهایی برای ورزش‌های خیابانی نیز در این شهرک وجود دارد. ورزش‌های نمایشی همچون پارکور دارای هواداران بسیاری در میان جوانان شهرک هستند. فاز ۳ شهرک به عنوان جایی برای این ورزش شناخته شده است. همچنین مسابقه‌های پارکور در این شهرک برگزار می‌شود.
باشگاه پاس، ورزشگاه راه‌آهن و ورزشگاه دستگردی در شهرک اکباتان قرار دارند.

## ساختار و معماری
در سال ۱۴۰۰، گیتی اعتماد، کارشناس معماری، از میان محله‌های غرب تهران، تنها معماری شهرک غرب و شهرک اکباتان را برجسته و سرآمد دانسته است. رحمان گلزار شبستری پایه‌گذار این شهرک است. مقاومت در برابر زمین‌لرزه تا ۹ ریشتر، فضای سبز بسیار گسترده، نورگیری کافی، سیستم شوتینگ، پله‌های ویژهٔ فرار و رایزرهایی اختصاصی از ویژگی‌های ساختمان‌های شهرک اکباتان هستند.

### فازها
این شهرک از سه فاز تشکیل شده که هر فاز شامل چند بلوک و هر بلوک شامل چند ورودی است:
- فاز یک شهرک اکباتان
- فاز دو شهرک اکباتان
- فاز سه شهرک اکباتان

این شهرک دارای ۳۳ بلوک، ۱۵۶۷۵ واحد مسکونی است.

#### فاز یک

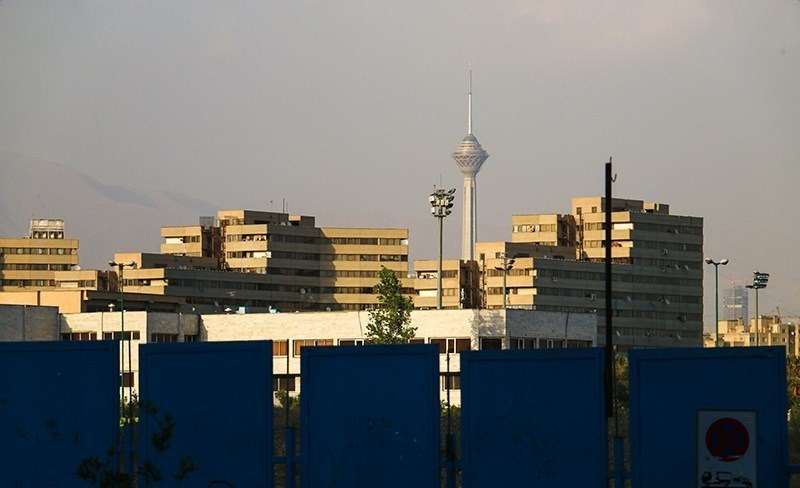
نمای ساختمان‌های فاز یک شهرک

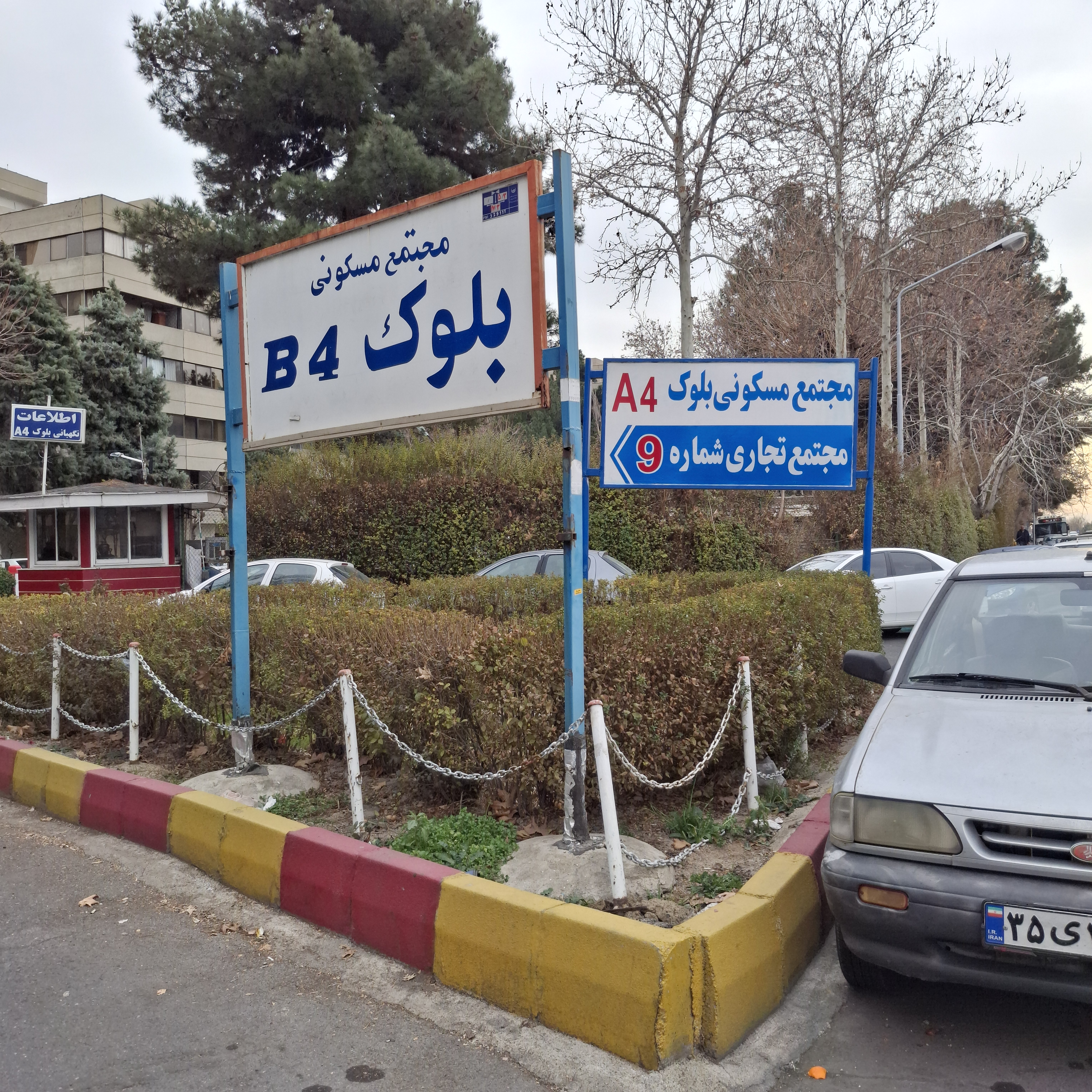
ورودی بلوک‌های A4 و B4 فاز ۱

فاز یک شهرک اکباتان از ۱۰ بلوک ساخته شده است که توسط ورزشگاه دستگردی (پاس) و راه‌آهن به دو بخش ۶ و ۴ بلوکی تقسیم گشته، به اصطلاح به ۴ بلوک شمال استادیوم‌ها بلوک بالا و به ۶ بلوک جنوب استادیوم‌ها بلوک پایین گفته می‌شود. بلوکهای فاز یک شهرک اکباتان عبارت‌اند از:
بلوک‌های پایین:
- بلوک A۱ یا ۱ شهرک اکباتان
- بلوک C یا ۲ شهرک اکباتان
- بلوک B۱ یا ۳ شهرک اکباتان
- بلوک A۲ یا ۴ شهرک اکباتان
- بلوک A۳ یا ۵ شهرک اکباتان
- بلوک B۲ یا ۶ شهرک اکباتان

بلوک‌های بالا:
- بلوک B۳ یا ۷ شهرک اکباتان
- بلوک A۴ یا ۸ شهرک اکباتان
- بلوک A۵ یا ۹ شهرک اکباتان
- بلوک B۴ یا ۱۰ شهرک اکباتان
- بازارچه‌های فاز یک که شامل هفت بازارچه جنوب ورزشگاه و چهار بازارچه در شمال ورزشگاه می‌شود.

یکی از تفاوت‌های بلوک‌های A با B در این است که بلوک‌های A دارای آپارتمان‌های ۲ خوابه و ۱ خوابه در ۲ تا از ۱۰ طبقه‌های خود هستند اما بلوک‌های B آپارتمان‌های ۲ خوابه ندارند ولی یک خوابه دارد. همچنین بلوک‌های A دارای ۱۴ ورودی و بلوک‌های B دارای ۱۸ ورودی و ۶۱۳ واحد مسکونی هستند. بلوک C از آنجا که از لحاظ معماری شاخه‌ها شبیه هیچ‌کدام از بلوک‌های A و B نیست نام آن را C گذاشتند که دارای ۱۵ ورودی ست و آپارتمان‌های ۲ خوابه را دارا نمی‌باشد. بلوک‌های پایین دارای مدارس ابتدایی، راهنمایی و دبیرستان دخترانه و در بلوک‌های بالای فاز ۱ مدرسه ابتدایی معلم شهید و دبیرستان شهید عموییان واقع شده است.

#### فاز ۲

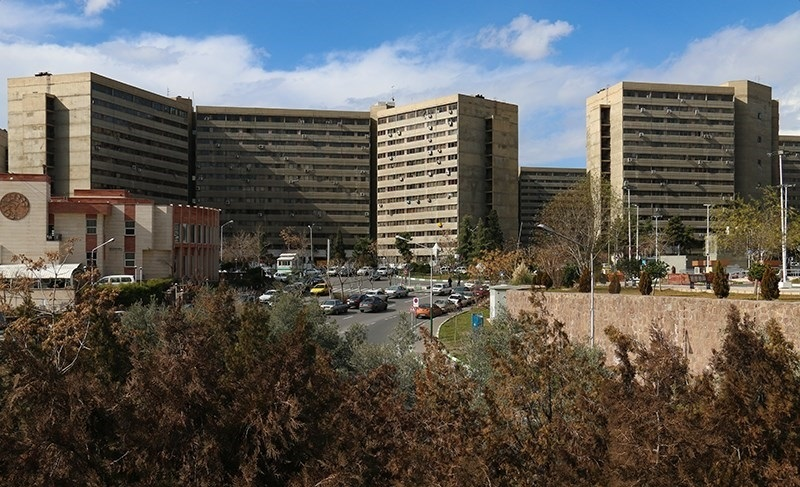
نمایی از بخشی از ساختمان‌های شهرک اکباتان، فاز ۲.

این فاز شامل ۱۹ بلوک است که به صورت زوج وفرد و به بهترین شیوه و استاندارد ممکن در جهت شمالی و جنوبی گسترده است. این فاز افزون بر همگی مزایای دو فاز دیگر چون: مقاومت ۹ ریشتری در مقابل زلزله، تأسیسات و رایزر ایدئال، شوتینگ‌های استاندارد، پارکینگ‌های بسیار وسیع، دوسری پله فرار عریض، سرانه فضای سبز بی‌مانند و نورگیری فوق‌العاده و … به صورت دوبلکس و در تیپ‌هایی کاملاً متفاوت و متنوع ساخته شده است. اولین و بزرگ‌ترین مجتمع تفریحی، رفاهی، تجاری، فرهنگی، ورزشی و گردشگری ایران که سالن پاتیناژ نیز جزو آن است با مشارکت یک شرکت مالزیایی روبروی فاز ۲ ساخت شده است. بلوک ۳ (که توسط تعاونی مسکن دانشکده فنی دانشگاه تهران ساخته شده) و بلوک ۵ (که توسط تعاونی مسکن وابسته به دولت ساخته شده)، به جز ظاهر آن وجه تشابهی با دیگر بلوک‌ها ندارند و بلوک ۵ تنها بلوک شهرک است که دارای استخر سونا و جکوزی می‌باشد. فاز ۲ همچنین دارای ۳ بازارچه و ۵ مدرسه درون خود است.

#### فاز ۳
فاز ۳ شهرک اکباتان دارای ۴ بلوک به نام‌های: E1 E2 D1 D2 است. این فاز دارای یک مجتمع تجاری با ۴۰ واحد تجاری است. این فاز در سال ۱۳۷۰ (شمسی) به بهره‌برداری رسید و از فازهای یک و دو تازه‌تر است. همچنین دو آموزشگاه در این فاز قرار دارند.

#### آپارتمان‌ها
آپارتمان‌های شهرک اکباتان بر پایه تیپ‌بندی در فازهای ۱٬۲٬۳ دارای کلاسه و رده‌بندی خود هستند. در فاز ۱ و ۳ شهرک اکباتان آپارتمان‌ها بر اساس حروف الفبای لاتین نامگذاری شده و مانند یکدیگر ساخته شده‌اند. در فاز ۱ آپارتمان‌ها به‌ترتیب: ۱ خوابه با تیپ H با ۷۴ متر و تیپ E با ۶۸ متر، ۲ خوابه با تیپ G با ۷۸ متر و F با ۸۶ متر، ۳ خوابه با تیپ A با ۱۳۴ متر تیپ B با ۱۴۱ متر و تیپ D با ۱۴۶ متر و ۴ خوابه‌ها با تیپ C با ۱۷۶ متر نامگذاری شده‌اند. در فاز ۳ آپارتمانها شبیه به فاز یک ساخته و نامگذاری شده‌اند با این تفاوت که در فاز ۳ آپارتمان ۲ خوابه ساخته نشده است. در فاز ۲ نیز آپارتمان‌ها با حروف الفبای فارسی در بلوک‌های ۱ تا ۱۵ و در بلوک‌های ۱۶ تا ۱۹ با حروف لاتین نامگذاری شده‌اند.

## اقتصاد

### خرید

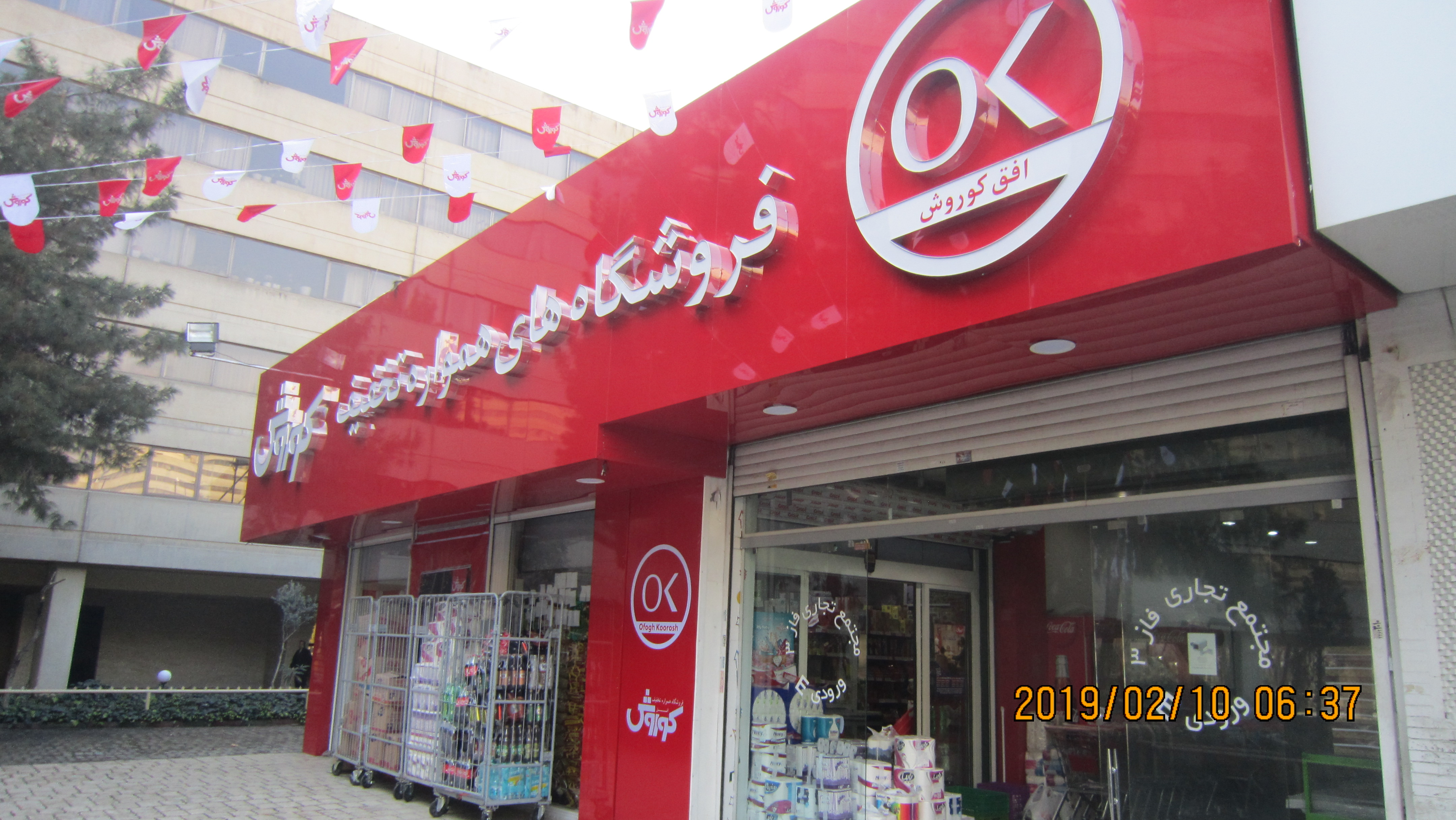
فروشگاه افق کوروش (فوریهٔ ۲۰۱۹‏)

مگامال به همراه پردیس سینمایی، هایپرمارکت و فروشگاه‌های برندهای نام‌دار در فاز دو این شهرک قرار گرفته است. همچنین افزون بر بازارچه‌های بزرگی که در شهرک ساخته شده‌اند، فروشگاه‌های محلی در میان بلوک‌ها میزبان دیگر خریدهای مردم هستند.
وجود مرکزهای خرید در اکباتان، به ویژه در فاز یک آن، کمک کرده است تا مردم ساکن این شهرک نیاز چندانی به تهیهٔ خواسته‌هایشان حتی در زمینهٔ کالاهای لوکس، در خارج از شهرک نداشته باشند.
مراکز خرید فاز یک اکباتان شامل ۱۱ پاساژ می‌باشد که به صورت خطی و پشت سر هم از جاده مخصوص (ضلع جنوب شهرک) تا بیمارستان صارم و دانشگاه بهشتی که (ضلع شمال شهرک) قرار گرفته‌اند.
مراکز خرید فاز دو اکباتان شامل مرکز تجاری گلهای شمالی و جنوبی که در وسط فاز دو قرار دارد و مجتمع پاسارگاد که در ضلع شمال فاز دو قرار گرفته و مرکز خرید کوثر که در بخش جنوبی جاده سلامت فاز دو قرار دارد، می‌باشد.
همچنین مجتمع تجاری نگین فاز سه و مغازه‌ها و بخش‌های تجاری بلوار نفیسی نیز در این محدوده قرار دارند.

## زیرساخت

### ترابری
ساخت ایستگاه مترو شهرک اکباتان در سال ۱۳۹۱ ترابری این شهرک را بسیار بهبود بخشید. نزدیکی به میدان آزادی، خط‌های مستقیم تاکسی و اتوبوس درون‌شهرکی نیز دسترسی شهروندان آن به دیگر محله‌های تهران را امکان‌پذیر ساخته است.

### فضای سبز
رحمان گلزار در این باره گفته است: «اکباتان اولین شهرک و مجموعه ساختمانی در دنیاست که ۱۰۰ درصد ساختمان است و ۱۰۰ درصد فضای سبز. ۲ میلیون و ۴۰۰ هزار متر مربع ساختمان و ۲ میلیون و ۴۰۰ هزار متر مربع فضای سبز در اکباتان وجود دارد».

### بهداشت و درمان

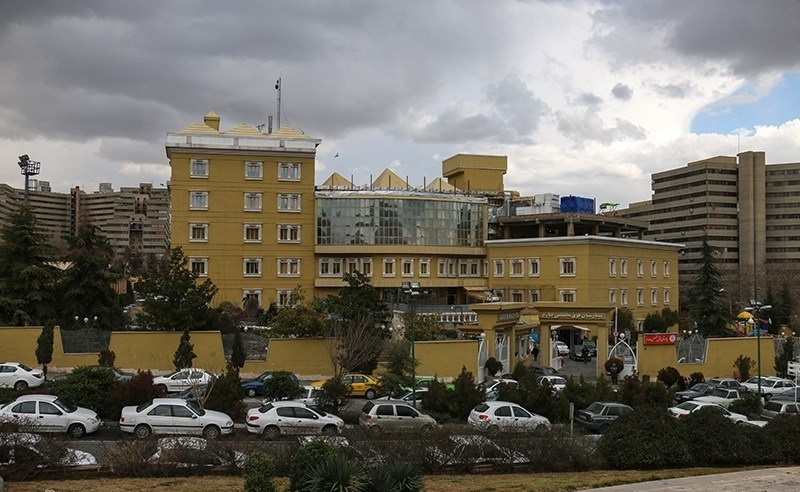
بیمارستان صارم

در فاز ۳ شهرک اکباتان، بیمارستان فوق تخصصی صارم قرار گرفته است که یکی از پرآوازه‌ترین کانون‌های درمان ناباروری و بخش زنان و زایمان در ایران به‌شمار می‌رود.

### ایمنی
شهرک اکباتان یک ایستگاه آتش‌نشانی دارد.

## آموزش و پژوهش
شمار قابل توجهی از کانون‌های آموزشی چون آموزشگاه‌های دولتی و غیرانتفاعی در این شهرک ساخته شده‌اند.

## اداره و سیاست
از دید تقسیم اداری، شهرک اکباتان یک محله شمرده می‌شود و دارای شورایاری است.
در اسفند ۱۳۹۹، یک عضو شورای شهر تهران اعلام کرد که اکباتان دارای ساختاری مشخص برای مسائل شهری خود بوده است. او افزود: «در مجموع، به باور من، تبدیل اکباتان با مشخصاتی که پیش‌تر عنوان کردم، ظرفیت و قابلیت تبدیل به محله و ناحیهٔ مستقل شهری را دارد؛ بنابراین این شهرک می‌تواند به عنوان یک محدوده محله‌ای برای اولین بار مورد توجه قرار بگیرد». تبدیل شدن این شهرک به یک محله یا ناحیهٔ مستقل شهری، در این دوره مورد توجه بود و عباس‌آخوندی، وزیر پیشین راه و شهرسازی ایران، پیشنهاد کرده بود که «اکباتان به یک محله یا ناحیه تهران تبدیل شود».

## نگارخانه

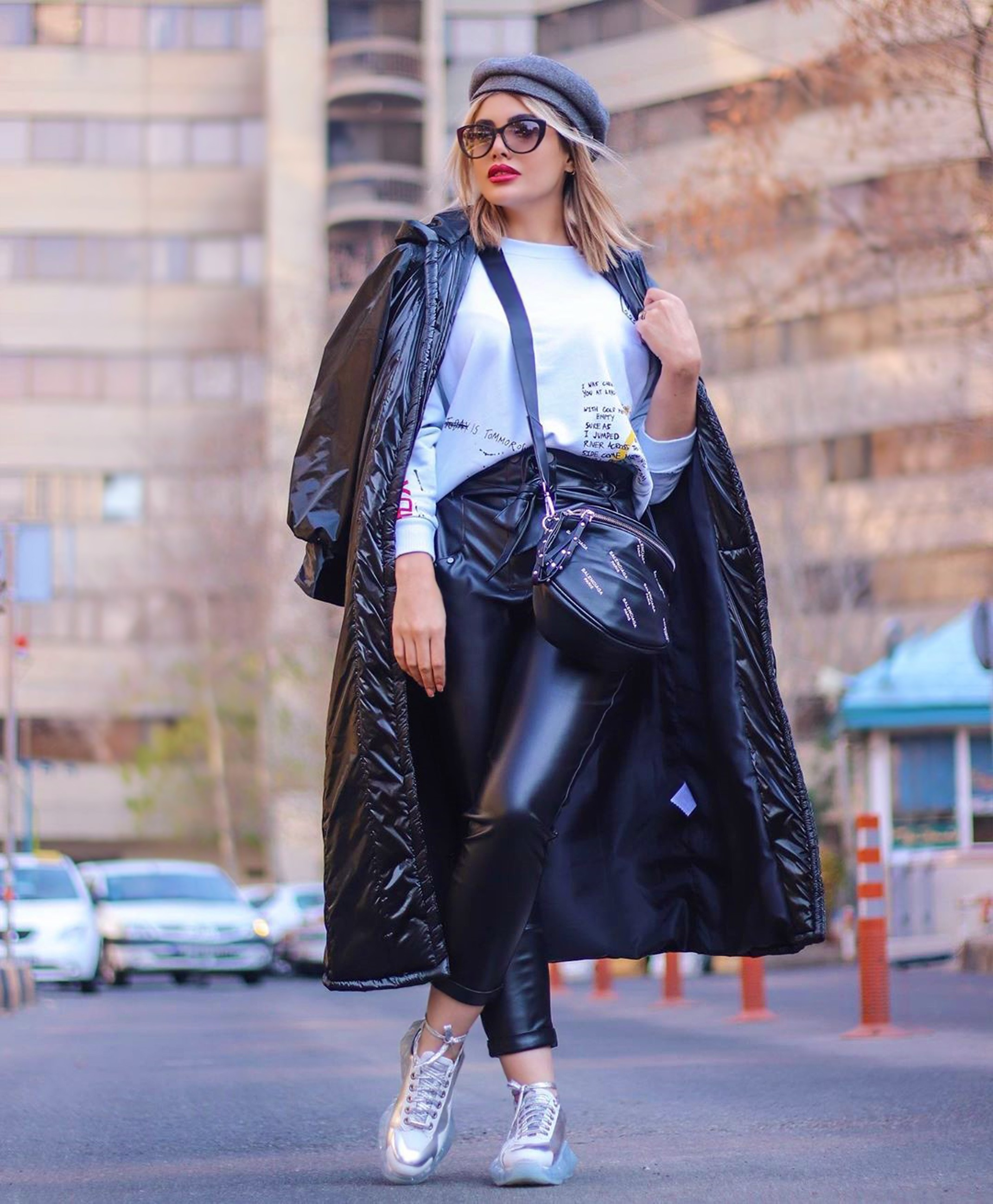
یک عکاسی مد در شهرک در سال ۱۳۹۸
یک گرافیتی در شهرک (سال ۲۰۰۷)
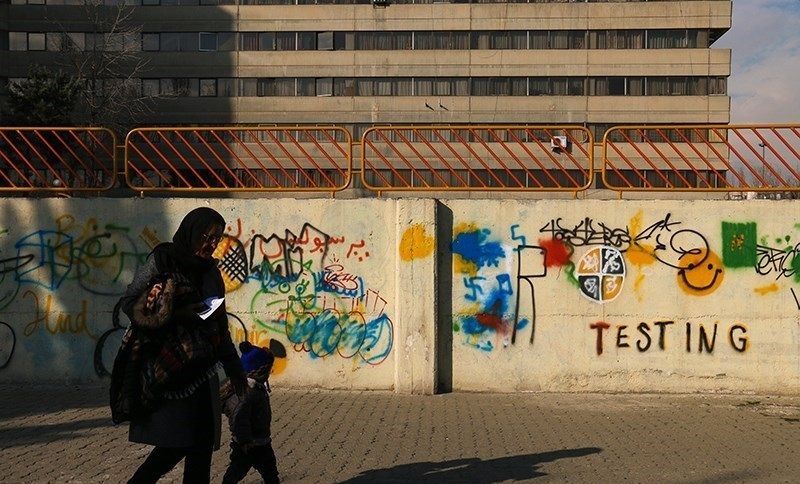
نمونه‌ای از تلاش‌ها برای پاک‌سازی دیوارنگاری‌ها در شهرک
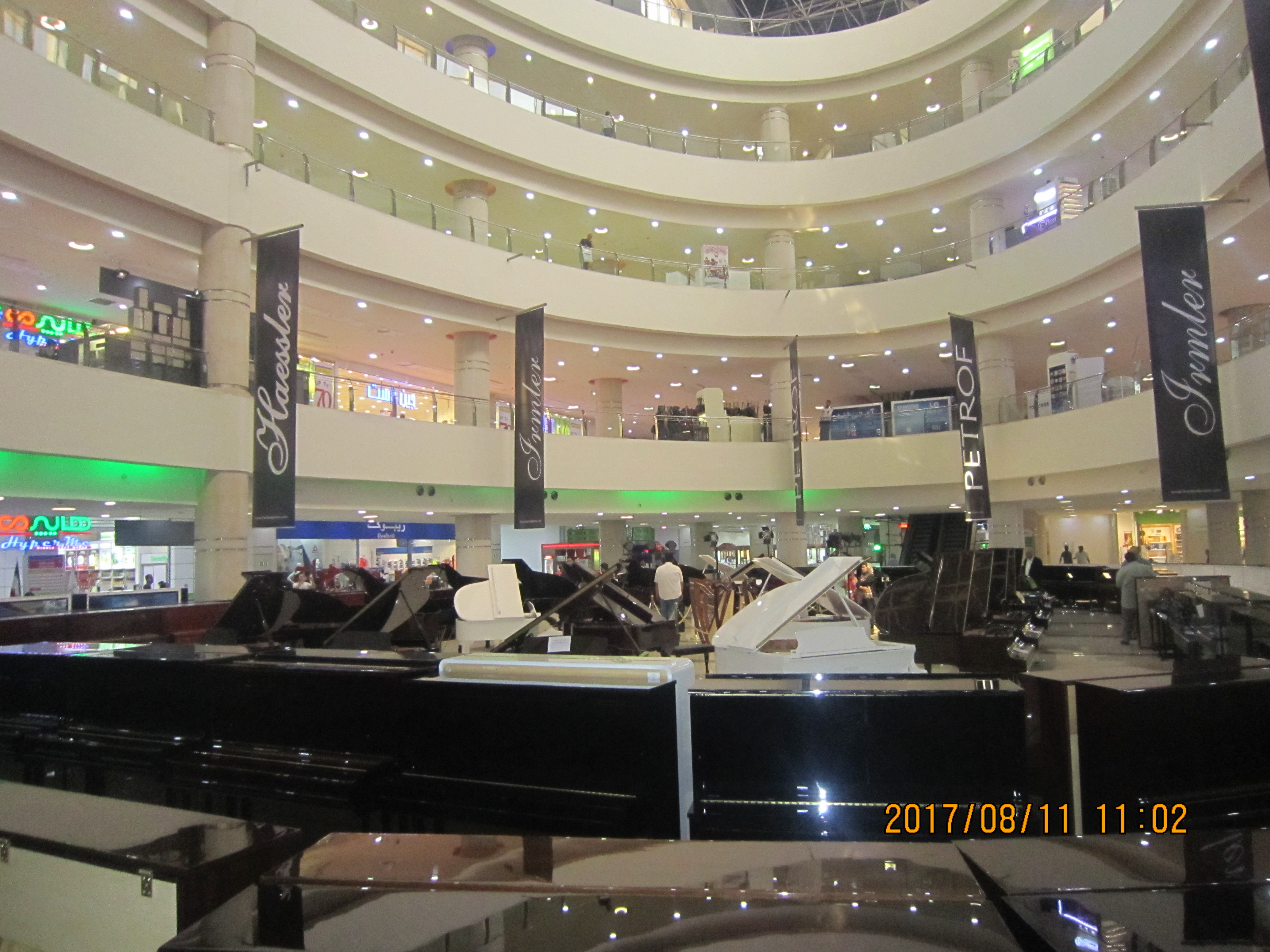
نمایشگاه پیانو مگامال
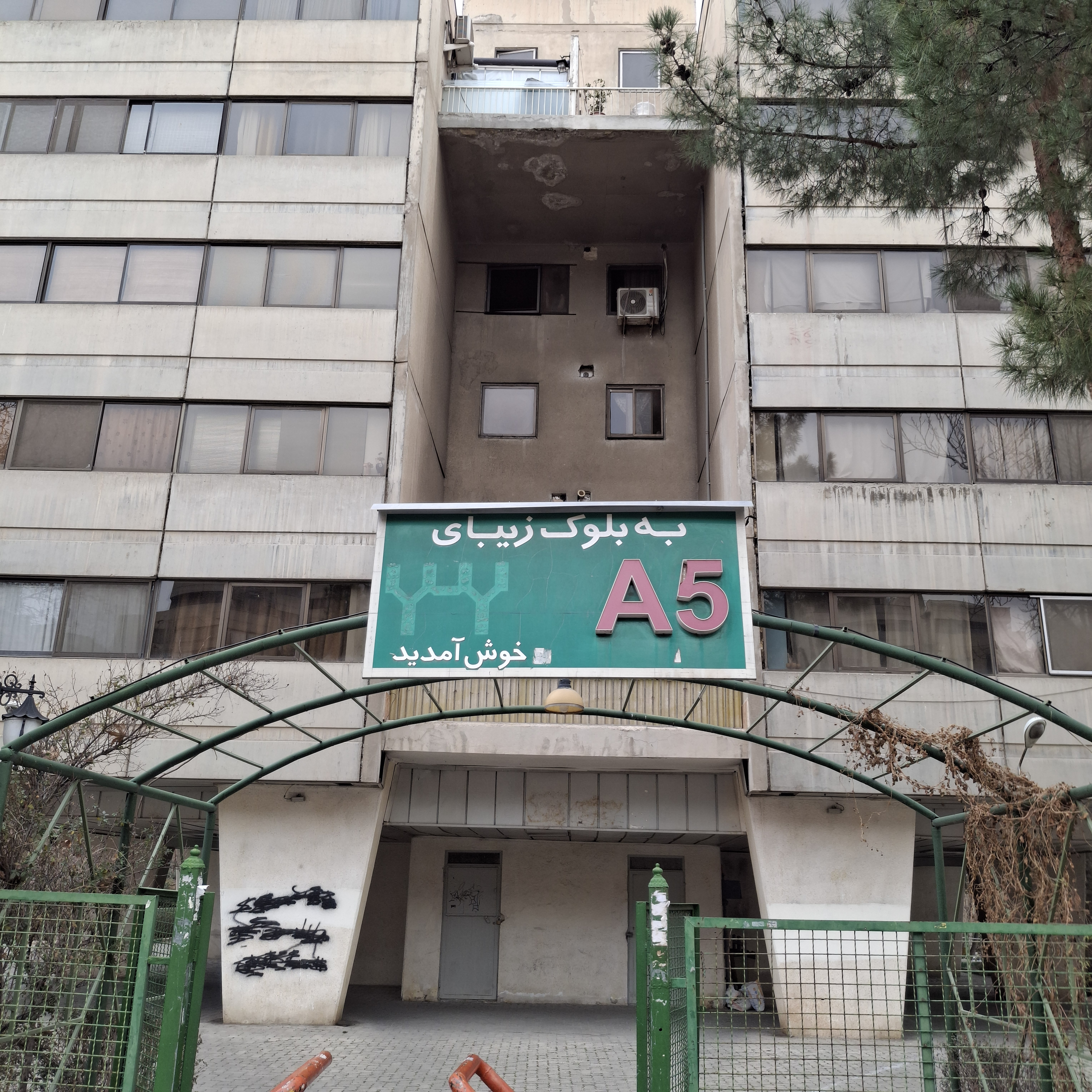
آپارتمان‌های فاز ۱